# Rodrigo Riquelme Reche
Rodrigo Riquelme Reche (Madrid, 2 aprile 2000) è un calciatore spagnolo, centrocampista del Betis.

## Carriera

### Club
Atletico Madrid e vari prestiti
Cresciuto nel settore giovanile dell'Atlético Madrid, ha esordito in prima squadra il 1º settembre 2019, disputando l'incontro di Primera División vinto per 3-2 contro l'Eibar.
Non riuscendo a trovare spazio in squadra, il 1º ottobre 2020 viene ceduto in prestito al Bournemouth in Championship per un'intera stagione.
Il 30 agosto 2021 passa in prestito al Mirandés in Segunda División.
Al termine del prestito (in cui ha racimolato 7 gol e 12 assist in 36 presenze) viene ceduto nuovamente a titolo temporaneo, questa volta al Girona.
Durante la stagione 2022-2023 al Girona,nel primo campionato spagnolo La Liga , Michel gli da fiducia e gioca come titolare nel ruolo di centrocampista. Segna il primo goal nella sconfitta per 3-5 contro la Real Sociedad disputata il 2 Ottobre 2022. Conclude la sua stagione positiva con 4 reti e 4 assist realizzati.
Ritorno all'Atletico da protagonista
Nella stagione 2023-2024 rientra dal prestito al Girona per restare nelle rotazioni dell'allenatore Simeone all'Atletico Madrid. Il giovane centrocampista spagnolo è pronto a ritagliarsi il suo spazio e risulta molto duttile giocando più gare come esterno sinistro e centrocampista ma all'occorrenza anche come seconda punta. Il 28 Settembre 2023 segna il suo primo goal con l'Atletico Madrid nella vittoria per 2-0 contro l'Osasuna.

### Nazionale
Nel 2022 ha esordito con la nazionale spagnola Under-21.
Il 10 novembre 2023 viene convocato per la prima volta in nazionale maggiore, con cui esordisce 6 giorni dopo nella vittoria per 1-3 in casa di Cipro.

## Statistiche

### Presenze e reti nei club
Statistiche aggiornate al 3 giugno 2022.
| Stagione               | Squadra                | Campionato             | Campionato | Campionato | Coppe nazionali | Coppe nazionali | Coppe nazionali | Coppe continentali | Coppe continentali | Coppe continentali | Altre coppe | Altre coppe | Altre coppe | Totale | Totale |
| Stagione               | Squadra                | Comp                   | Pres       | Reti       | Comp            | Pres            | Reti            | Comp               | Pres               | Reti               | Comp        | Pres        | Reti        | Pres   | Reti   |
| ---------------------- | ---------------------- | ---------------------- | ---------- | ---------- | --------------- | --------------- | --------------- | ------------------ | ------------------ | ------------------ | ----------- | ----------- | ----------- | ------ | ------ |
| mar. 2019              | Atlético Madrid B      | SDB                    | 1          | 0          |                 | -               | -               |                    | -                  | -                  |             | -           | -           | 1      | 0      |
| 2019-2020              | Atlético Madrid B      | SDB                    | 22         | 5          |                 | -               | -               |                    | -                  | -                  |             | -           | -           | 22     | 5      |
| 2019-2020              | Atlético Madrid        | PD                     | 1          | 0          | CR              | 1               | 0               | UCL                | 0                  | 0                  | SS          | 0           | 0           | 2      | 0      |
| 2020-2021              | Bournemouth            | FLC                    | 16         | 1          | FACup+CdL       | 3+0             | 1+0             |                    | -                  | -                  |             | -           | -           | 19     | 2      |
| 2021-2022              | Mirandés               | SD                     | 36         | 7          | CR              | 3               | 1               |                    | -                  | -                  |             | -           | -           | 39     | 8      |
| 2022-2023              | Girona                 | PD                     | 34         | 4          | CR              | 1               | 1               |                    | -                  | -                  |             | -           | -           | 35     | 5      |
| 2023-2024              | Atlético Madrid        | PD                     | 31         | 3          | CR              | 4               | 1               | UCL                | 8                  | 0                  | SS          | 1           | 0           | 44     | 4      |
| Totale Atletico Madrid | Totale Atletico Madrid | Totale Atletico Madrid | 32         | 3          |                 | 5               | 1               |                    | 8                  | 0                  |             | 1           | 0           | 46     | 4      |
| Totale carriera        | Totale carriera        | Totale carriera        | 148        | 22         |                 | 12              | 4               |                    | 8                  | 0                  |             | 1           | 0           | 169    | 26     |

### Cronologia presenze e reti in nazionale
| Cronologia completa delle presenze e delle reti in nazionale ― Spagna | Cronologia completa delle presenze e delle reti in nazionale ― Spagna | Cronologia completa delle presenze e delle reti in nazionale ― Spagna | Cronologia completa delle presenze e delle reti in nazionale ― Spagna | Cronologia completa delle presenze e delle reti in nazionale ― Spagna | Cronologia completa delle presenze e delle reti in nazionale ― Spagna | Cronologia completa delle presenze e delle reti in nazionale ― Spagna | Cronologia completa delle presenze e delle reti in nazionale ― Spagna |
| Data                                                                  | Città                                                                 | In casa                                                               | Risultato                                                             | Ospiti                                                                | Competizione                                                          | Reti                                                                  | Note                                                                  |
| --------------------------------------------------------------------- | --------------------------------------------------------------------- | --------------------------------------------------------------------- | --------------------------------------------------------------------- | --------------------------------------------------------------------- | --------------------------------------------------------------------- | --------------------------------------------------------------------- | --------------------------------------------------------------------- |
| 16-11-2023                                                            | Limassol                                                              | Cipro                                                                 | 1 – 3                                                                 | Spagna                                                                | Qual. Euro 2024                                                       | -                                                                     | 40’ 82’                                                               |
| 19-11-2023                                                            | Valladolid                                                            | Spagna                                                                | 3 – 1                                                                 | Georgia                                                               | Qual. Euro 2024                                                       | -                                                                     | 86’                                                                   |
| Totale                                                                |                                                                       | Presenze                                                              | 2                                                                     |                                                                       | Reti                                                                  | 0                                                                     |                                                                       |